# Camellia trichoclada
Camellia trichoclada là một loài thực vật có hoa trong họ Theaceae. Loài này được (Rehder) S.S.Chien mô tả khoa học đầu tiên năm 1939.